# Dondice banyulensis
Dondice banyulensis Portmann & Sandmeier, 1960 è un mollusco nudibranchio della famiglia Myrrhinidae.

## Descrizione
Corpo bianco. Riconoscibile per via dell'abbondanza dei cerata, di colore arancio, disposti a ferro di cavallo, e dalle linee bianche sul corpo e sui fianchi. Lunghi tentacoli orali con una linea bianca, rinofori lamellari.  Fino a 7 centimetri, uno degli Aeolidacea più grandi nel Mar Mediterraneo.

## Biologia
Si nutre di idroidi e briozoi. Quando minacciata erige i cerata come se fossero spine.

## Distribuzione e habitat
Endemico del Mar Mediterraneo, su fondali rocciosi, da 10 a 40 metri di profondità.